# Zola (bướm đêm)
Zola là một chi bướm đêm thuộc họ Geometridae.

## Các loài
- Zola amplificata
- Zola angustata
- Zola bifasciata
- Zola explanata
- Zola griseata
- Zola hebe
- Zola hepararia
- Zola interrupta
- Zola lucinata
- Zola ophitata
- Zola phana
- Zola phanoides
- Zola praelustris
- Zola sparsata
- Zola terranea
- Zola undata